# 銀川市第一人民醫院
银川市第一人民医院又稱宁夏医科大学第二附属医院，是中華人民共和國寧夏回族自治區银川市一家三级甲等综合性医院，占地面积37515平方米，建筑面积36970平方米。醫院始建于1957年，最初為银川市卫生所。1984年更名为银川市第一人民医院。2000年加掛宁夏医科大学第二附属医院的牌子。

## 外部連結
- 官方网站